# Gáspár Károlyi
Gáspár Károlyi ali Gáspár Károli (dobesedno Gašper iz mesta Carei, pravo ime Gáspár Radicsics), madžarski protestantski teolog, pisec, dekan, * okoli 1529, Carei, † 31. december 1591, Gönc.
Bil je prvi prevajalec Svetega pisma v madžarščino in sodobnik Jurja Dalmatina.

## Življenjepis
Njegovi starši so bili Srbi iz Južne Ogrske, ki so pred Turki zbežali v mesto Carei (madžarsko Nagykároly). V Careji je obiskoval osnovno šolo, ki jo je potem končal v Brašovu (danes Brașov v Romuniji). V Wittenbergu, kjer je študiral, je bil v matične knjige vpisan kot Caspar Carolus Pannonius (dobesedno Gašper iz panonske Careije). Leta 1562 se je vrnil iz Nemčije. Leta 1563 je postal pridigar v Göncu, pozneje pa je bil dekan kalvinističnih župnij v okolici reke Tise. Izvolili so ga tudi za seniorja protestantske škofije Košice. Leta 1566 je sklical protestantsko sinodo v Göncu. Leta 1572 je obnovil takrat pogorelo cerkev v Göncu.
Tekom življenja je ostro preganjal pripadnike unitarizma.

## Delo
Največje delo Gáspárja Károlyija je prvi celotni prevod Svetega pisma v madžarščino, ki je bila za Madžare (kot Dalmatinova Biblija za Slovence) temelj knjižnega jezika in književnosti. Károlyi je 1586 začel prevajati Biblijo s podporo transilvanskega kneza Zsigmonda Rákóczija in Istvána Dobója (Dobó je bil načelnik grada Eger, ki ga je 1552 obvaroval pred Turki). Pri prevajanju mu je pomagalo šest drugih duhovnikov. Biblija je prevedena na podlagi vzhodnomadžarskega narečja.
Biblijo so začeli tiskati 18. februarja 1589 v Vizsolyu v protestantski tiskarni. Tiskanje je trajalo do 20. julija 1590. Po kraju tiska se imenuje tudi Biblija, Vizsolyi Biblia (Vizsolyska Biblija). Biblijo je natisnil Poljak Walenty Manczkowicz, ki je črke kupil na Nizozemskem, papir pa na Poljskem. Ker Károlyi leta 1589 še ni končal s prevajanjem Svetega pisma, so njegovi dijaki nosili posamične liste iz Gönca v Vizsoly. Natisnili so približno 700–800 primerkov. Danes je ohranjenih 54 primerkov izvirnega natisa, od tega jih 24 hranijo na Madžarskem.
Drugo pomembno delo Gáspárja Károlyija je Keet könyö minden orszagoknac es kyralioknac io es gonosz szerenczeieknec okairul (Dve knjigi o sreči in nesreči vseh kraljev in držav). V tej knjigi Károlyi išče vzroke nazadovanja srednjeveške Ogrske in madžarskega naroda.
Čeprav se je zvrstilo več poskusov prevoda Biblije v madžarščino, sta madžarski knjižni jezik utemeljili Károlyjeva in Káldijeva Biblija.